# Paluel
Paluel – miejscowość i gmina we Francji, w regionie Normandia, w departamencie Sekwana Nadmorska.
Według danych na rok 1990 gminę zamieszkiwały 383 osoby, a gęstość zaludnienia wynosiła 35 osób/km² (wśród 1421 gmin Górnej Normandii Paluel plasuje się na 541. miejscu pod względem liczby ludności, natomiast pod względem powierzchni na miejscu 298.).